# ماريا موراليس (ممثلة)
ماريا موراليس (بالإسبانية: María Morales)‏ هي ممثلة إسبانية، ولدت في 1975 في قرطبة في إسبانيا.

## وصلات خارجية
- ماريا موراليس على موقع IMDb (الإنجليزية)
- ماريا موراليس على موقع قاعدة بيانات الفيلم (الإنجليزية)